# Heder
Heder era școala primară tradițională evreiască în care li se preda băieților de după vârsta de 5 ani, de regulă limba ebraică, Biblia ebraică, și fundamente ale iudaismului. Învățătorul care predă la un heder se numește melamed.